# Bahnhof Marchegg
Marchegg vasútállomás Marcheggen található, melyet a Osztrák Szövetségi Vasutak üzemeltet.

## Vasútvonalak
Az állomást az alábbi vasútvonalak érintik:
- Pozsony–Marchegg-vasútvonal

## Kapcsolódó állomások
A vasútállomáshoz az alábbi állomások vannak a legközelebb:
- Dévényújfalu vasútállomás
- Oberweiden vasútállomás
- Schönfeld-Lassee vasútállomás

## Forgalma
| Járat            | Útvonal | Gyakoriság |          |
| ---------------- | ------- | --- | -------- |
| Regional-Express | REx     | Pozsony főpályaudvar – Dévényújfalu – Marchegg – (Breitensee b.Marchegg – Schönfeld-Lassee – Untersiebenbrunn –) Siebenbrunn-Leopoldsdorf – (Glinzendorf – Raasdorf –) Wien Hausfeldstraße – Wien Stadlau – Wien Simmering – Wien Hauptbahnhof | Óránként |